# Austrophorocera grandis
Austrophorocera grandis là một loài ruồi trong họ Tachinidae.